# Батогу (Бузеу)
Батогу (рум. Batogu) — село у повіті Бузеу в Румунії. Входить до складу комуни Мурджешть.
Село розташоване на відстані 124 км на північний схід від Бухареста, 29 км на північ від Бузеу, 89 км на захід від Галаца, 102 км на схід від Брашова.

## Населення
За даними перепису населення 2002 року у селі проживали 97 осіб, усі — румуни. Усі жителі села рідною мовою назвали румунську.